# Trophée plus-moins de la LHOu
Le Trophée plus-moins de la Ligue de hockey de l'Ouest est un trophée de hockey sur glace. Il est remis annuellement au joueur de la LHOu avec le meilleur différentiel +/- de la ligue. Il est remis pour la première fois en 1987.
La différence +/- d'un joueur est calculée en comptant +1 si le joueur est sur la glace au moment où son équipe marque un but sans être en supériorité numérique, et -1 s'il est sur la glace au moment où son équipe encaisse un but sans être en infériorité numérique.

## Liste des récipiendaires
| Saison    | Récipiendaire                             | Équipe                                                             | +/- |
| --------- | ----------------------------------------- | ------------------------------------------------------------------ | --- |
| 1986-1987 | Rob Brown                                 | Blazers de Kamloops                                                | +55 |
| 1987-1988 | Mark Recchi                               | Blazers de Kamloops                                                | +77 |
| 1988-1989 | Darren Stolk                              | Tigers de Medicine Hat                                             | +40 |
| 1989-1990 | Len Barrie                                | Blazers de Kamloops                                                | +87 |
| 1990-1991 | Frank Evans                               | Chiefs de Spokane                                                  | +72 |
| 1991-1992 | Dean McAmmond                             | Raiders de Prince Albert                                           | +56 |
| 1992-1993 | Mark Wotton                               | Blades de Saskatoon                                                | +47 |
| 1993-1994 | Mark Wotton                               | Blades de Saskatoon                                                | +66 |
| 1994-1995 | Darren Ritchie                            | Wheat Kings de Brandon                                             | +64 |
| 1995-1996 | Hugh Hamilton                             | Chiefs de Spokane                                                  | +59 |
| 1996-1997 | Peter Schaefer                            | Wheat Kings de Brandon                                             | +57 |
| 1997-1998 | Andrew Ference                            | Winter Hawks de Portland                                           | +75 |
| 1998-1999 | Pavel Brendl                              | Hitmen de Calgary                                                  | +68 |
| 1999-2000 | Kenton Smith                              | Hitmen de Calgary                                                  | +65 |
| 2000-2001 | Jim Vandermeer                            | Rebels de Red Deer                                                 | +49 |
| 2001-2002 | Matt Hubbauer                             | Pats de Regina                                                     | +37 |
| 2002-2003 | Matthew Spiller                           | Thunderbirds de Seattle                                            | +50 |
| 2003-2004 | Andrew Ladd                               | Hitmen de Calgary                                                  | +39 |
| 2004-2005 | James Cherewyk                            | Ice de Kootenay                                                    | +39 |
| 2005-2006 | Paul Albers                               | Giants de Vancouver                                                | +38 |
| 2006-2007 | Jonathon Blum                             | Giants de Vancouver                                                | +37 |
| 2007-2008 | Greg Scott                                | Thunderbirds de Seattle                                            | +40 |
| 2008-2009 | Paul Postma                               | Hitmen de Calgary                                                  | +67 |
| 2009-2010 | Colby Robak                               | Wheat Kings de Brandon                                             | +56 |
| 2010-2011 | Stefan Elliott                            | Blades de Saskatoon                                                | +62 |
| 2011-2012 | Brendan Shinnimin Mark Stone Zachary Yuen | Americans de Tri-City Wheat Kings de Brandon Americans de Tri-City | +45 |
| 2012-2013 | Nicolas Petan                             | Winterhawks de Portland                                            | +68 |
| 2013-2014 | Colten Martin                             | Rockets de Kelowna                                                 | +61 |
| 2014-2015 | Oliver Bjorkstrand                        | Winterhawks de Portland                                            | +60 |
| 2015-2016 | Ivan Provorov                             | Wheat Kings de Brandon                                             | +64 |
| 2016-2017 | Sergueï Zborovski                         | Pats de Regina                                                     | +72 |
| 2017-2018 | Glenn Gawdin                              | Broncos de Swift Current                                           | +61 |
| 2018-2019 | Brayden Pachal                            | Raiders de Prince Albert                                           | +76 |
| 2019-2020 | Noah King                                 | Chiefs de Spokane                                                  | +60 |
| 2020-2021 | Jake Neighbours                           | Oil Kings d'Edmonton                                               | +29 |
| 2021-2022 | Nolan Orzeck                              | Ice de Winnipeg                                                    | +62 |
| 2022-2023 | Jeremy Hanzel                             | Thunderbirds de Seattle                                            | +70 |
| 2023-2024 | Zac Funk                                  | Cougars de Prince George                                           | +56 |
| 2024-2025 | Gavin McKenna                             | Tigers de Medicine Hat                                             | +60 |